# کوه سنتیس

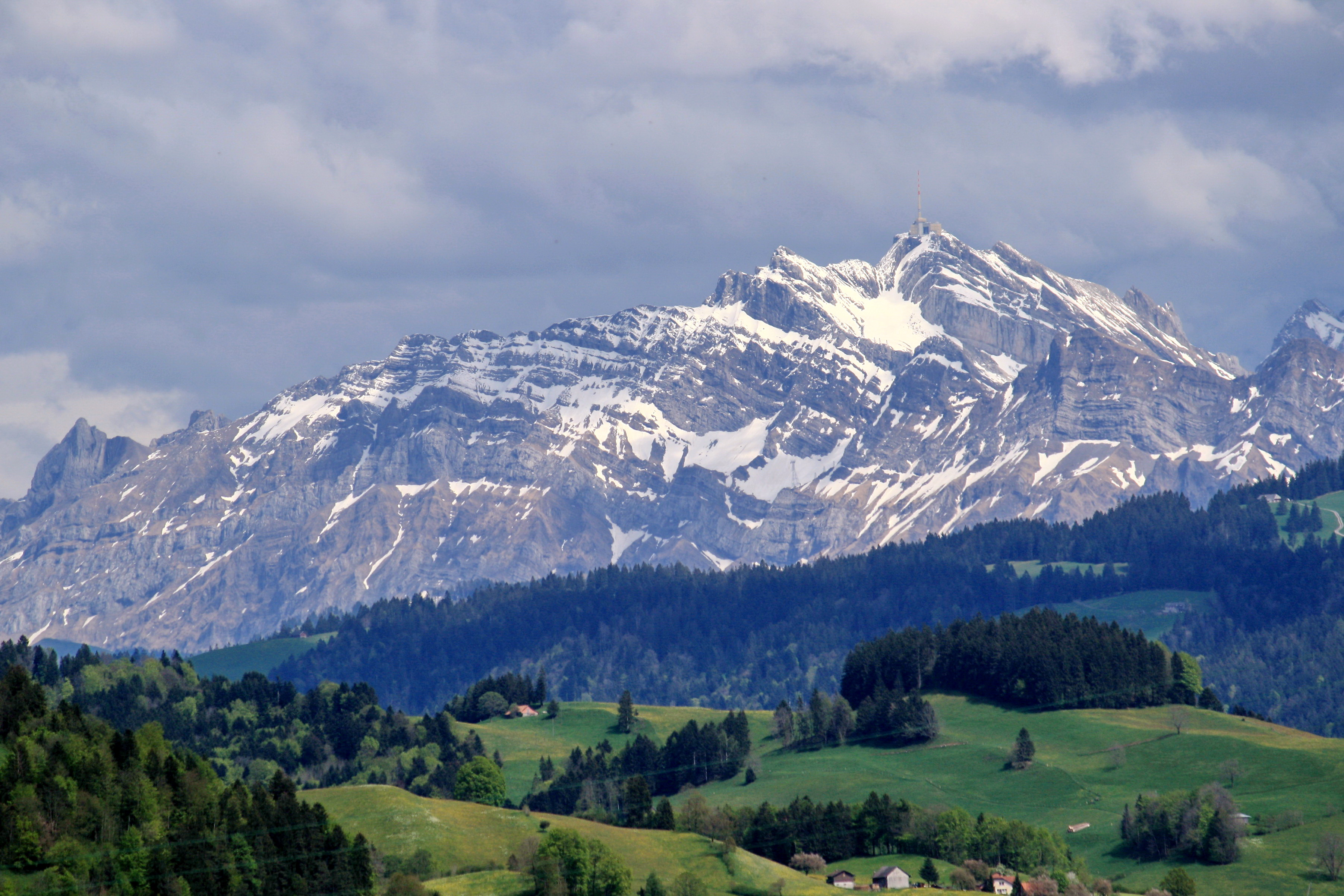
نمایی از کوه سنتیس و منظره پیرامون آن.

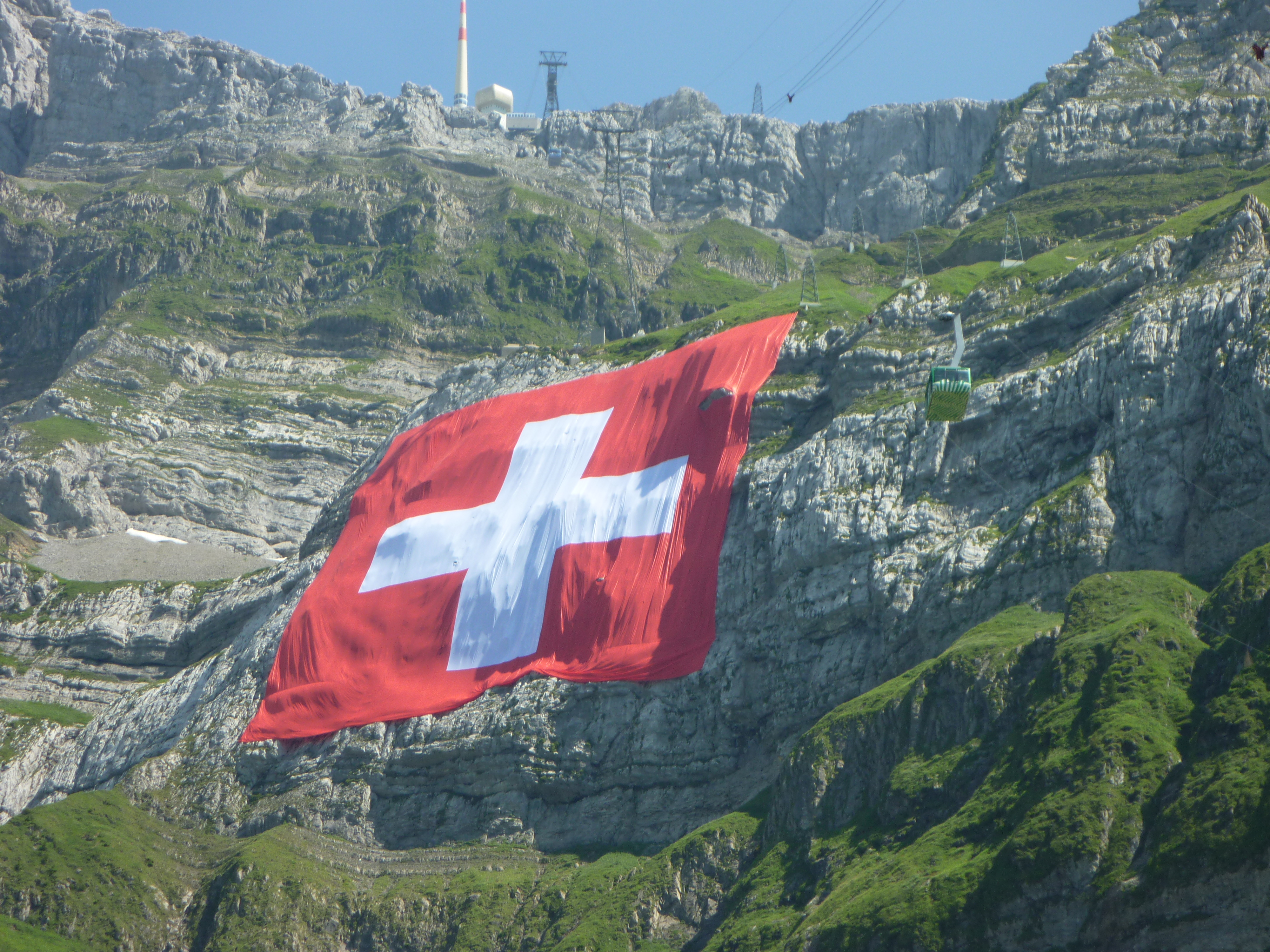
پرچم سوئیس به ابعاد ۸۰ متر در ۸۰ متر و به وزن ۷۰۰ کیلو را بر روی صخره‌های کوه سنتیس.

کوه سنتیس (به انگلیسی: Säntis Mountain) بلندترین کوه در رشته‌کوه‌های آلپستین با ارتفاع ۲،۵۰۲ متر بالاتر از سطح دریا است. این کوه در کانتون آپنتزل اینرهودن، سوئیس واقع شده‌است.